# Welthunger

Karte des Anteils an Menschen, die chronischen Hunger erleiden (2021) – dunkelblau: <2,5 %, hellblau: 2,5–4,9 %, grün: 5–14,9 %, orange: 15–24,9 %, rot: 25–34,9 %, dunkelrot: >35 %, grau: keine Daten

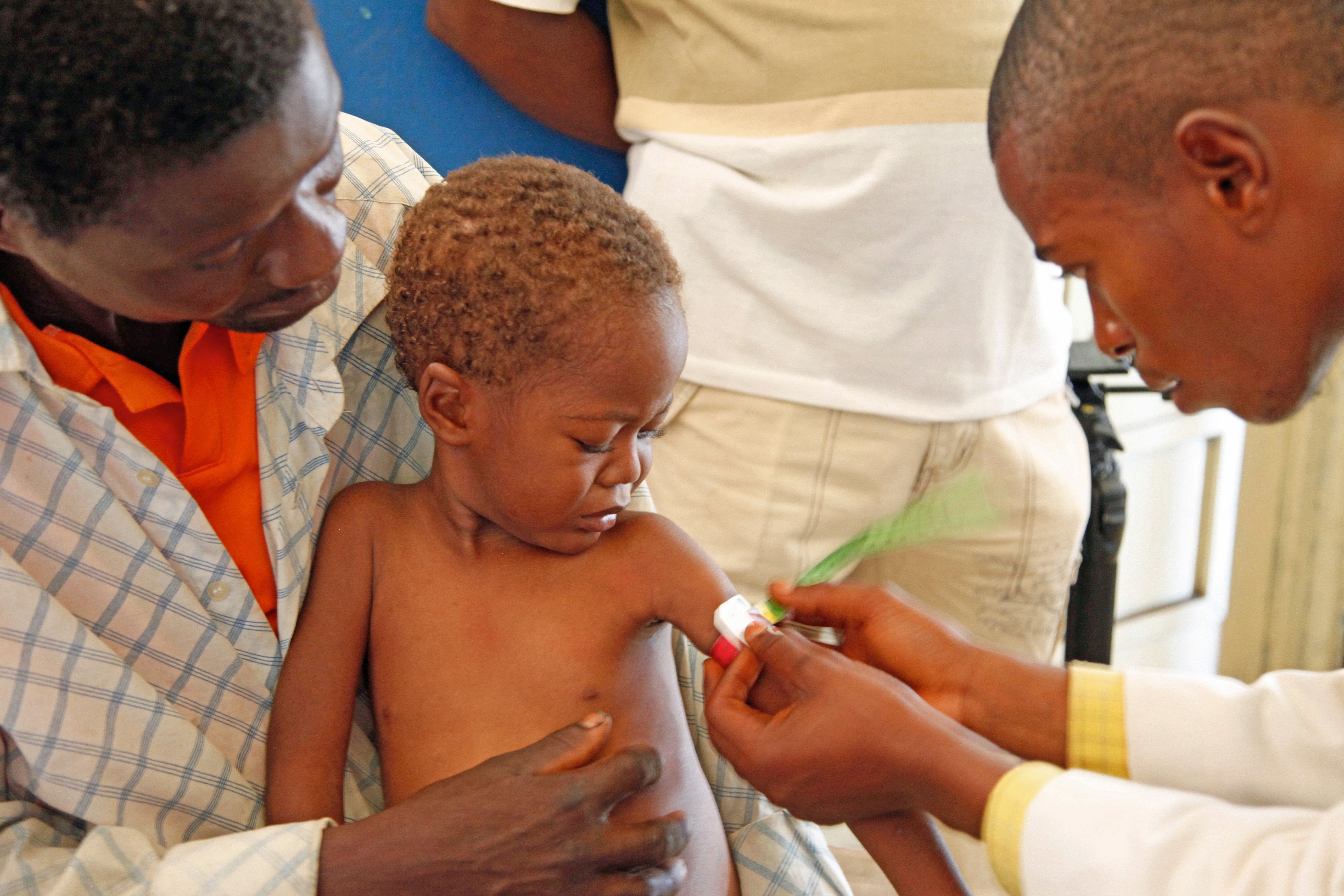
Ein Arzt misst den Armumfang eines unterernährten Kindes in der Demokratischen Republik Kongo

Nach einem Rückgang des Hungers steigt er seit 2015 erneut deutlich an. Näheres zu den Zahlen siehe im Abschnitt Hungernde weltweit des Artikels Welternährungsprogramm der Vereinten Nationen

Als Welthunger wird die Situation beschrieben, dass viele Menschen auf der Welt nicht genügend Nahrungsmittel zur Verfügung haben. Jährlich sterben weltweit etwa 9 Millionen Menschen an Hunger.

## Abgrenzung zu Unterernährung
Unterernährung liegt vor, wenn die tägliche Energiezufuhr über einen längeren Zeitraum unter der Mindestmenge liegt, die für ein normales, aktives und gesundes Leben erforderlich ist. Diese ist von Land zu Land verschieden und beträgt laut FAO 1700 kcal bis 2050 kcal täglich, in Abhängigkeit von demographischen Faktoren wie Alter, Geschlecht, Größe und Aktivitätsniveau der einzelnen Personen. Die Unterernährung wird ausschließlich anhand der ausreichenden Zufuhr von Nahrungsenergie bestimmt. Sie berücksichtigt weder die Qualität noch die Vielfalt der Ernährung einer Person. Das bedeutet, dass sie nur eine Komponente der Mangelernährung ist: ein weiter gefasster Begriff, der auch andere Arten von Nährstoffmangel, wie z. B. Mikronährstoffe, umfasst.
Die FAO verwendet den Indikator Prävalenz der Unterernährung (Prevalence of Undernourishment, PoU) zur Erfassung des Hungers auf globaler und regionaler Ebene, basierend auf Länderdaten über die Verfügbarkeit von Nahrungsmitteln, den Nahrungsmittelverbrauch und den Energiebedarf. 
Viele Menschen sind zwar nicht derart unterernährt, dass sie unter körperlichen Beschwerden leiden, die durch eine ungenügende Zufuhr an Nahrungsenergie verursacht werden, aber sie können dennoch von Ernährungsunsicherheit betroffen sein. Sie haben zwar Zugang zu Nahrungsmitteln, um ihren Energiebedarf zu decken, aber keinen regelmäßigen Zugang zu ausreichend gesunden und nahrhaften Lebensmitteln oder nicht genügend Mittel zur Nahrungsbeschaffung. Die Prävalenz der moderaten oder schweren Ernährungsunsicherheit (Prevalence of moderate or severe food insecurity) ist eine Schätzung des prozentualen Anteils der Bevölkerung eines Landes, der Schwierigkeiten hat, sich ausreichend gesunde und nahrhafte Lebensmittel zu verschaffen.
Globale, regionale und länderspezifische Schätzungen der Prävalenz der Unterernährung und der Prävalenz von mäßiger oder schwerer Ernährungsunsicherheit werden jährlich im Statusbericht State of Food Security and Nutrition in the World veröffentlicht. Dagegen konzentriert sich der Global Report on Food Crises auf die akute Ernährungsunsicherheit in einer begrenzten Anzahl von Ländern und Gebieten, die von akuten Hungersnöten aufgrund von kriegerischen Konflikten, gravierenden wirtschaftlichen Schocks und extremen Wetterereignissen der letzten Jahre oder einer Kombination dieser Faktoren betroffen sind.

## Daten und Fakten
Die Vereinten Nationen haben sich im Rahmen der Ziele für nachhaltige Entwicklung das Ziel gesetzt, den Hunger in der Welt bis 2030 zu beseitigen. Nach einem jahrzehntelangen Rückgang und fünf Jahren relativer Stabilität seit 2014 jedoch ist der Anteil der unterernährten Menschen weltweit seit 2020 wieder gestiegen. So waren im Jahr 2022 laut FAO schätzungsweise 9,2 Prozent der Weltbevölkerung von Hunger betroffen, was deutlich über dem für 2019 geschätzten Niveau vor der COVID-19-Pandemie von 7,9 Prozent liegt. Die Auswirkungen der COVID-19-Pandemie haben die Zahl der Hungernden in nur einem Jahr (von 2019 bis 2020) schätzungsweise um fast 90 Millionen erhöht. 
Am stärksten vom Hunger betroffen ist Afrika, dort stieg die Prävalenz im Jahr 2022 auf 19,7 Prozent (von 17,0 Prozent im Jahr 2019). In Asien und Lateinamerika mitsamt Karibik betrug die Prävalenz im Jahr 2022 8,5 Prozent bzw. 6,5 Prozent (im Jahr 2019 waren es 7,4 Prozent bzw. 5,6 Prozent), in Ozeanien 7,0 Prozent (nach 6,4 Prozent im Jahr 2019). In Nordamerika und Europa liegt die Prävalenz der Unterernährung unter 2,5 Prozent.
In absoluten Zahlen waren im Jahr 2022 zwischen 691 und 783 Millionen Menschen auf der Welt von Hunger betroffen. Legt man den mittleren Wert der geschätzten Spanne zugrunde (fast 735 Millionen), so waren demnach im Jahr 2022 weltweit 122 Millionen mehr Menschen von Hunger betroffen als 2019. In Asien stieg die Zahl der Hungernden zwischen 2019 und 2022 um 58 Millionen auf 402 Millionen (55 Prozent der weltweiten Gesamtzahl). In Afrika waren im Jahr 2022 schätzungsweise 282 Millionen Menschen unterernährt (38 Prozent der weltweiten Gesamtzahl), das ist ein Anstieg von 11 Millionen Menschen gegenüber 2021, 57 Millionen gegenüber 2019 und 98 Millionen gegenüber 2000. In Lateinamerika und der Karibik belief sich die Zahl der unterernährten Menschen im Jahr 2022 auf 43,2 Millionen, ein Anstieg von 7,2 Millionen gegenüber 2019, aber ein Rückgang von 13,2 Millionen gegenüber 2000.
Weltweit starben im Jahr 2019 nach Zahlen des Global Burden of Disease Projekts zwischen 220.000 und 290.000 Menschen an den Folgen von Mangelernährung (das entspricht 0,4 Prozent aller Todesfälle), darunter rund 97.000 Kinder im Alter von unter 5 Jahren. Diese aggregierte Ursache umfasst Todesfälle aufgrund von Ernährungsmängeln aller Art, einschließlich Protein-Energie-Mangelernährung, Jodmangel, Vitamin-A-Mangel, Eisenmangel und anderen Ernährungsmängeln.
Der globalen Bewertung der Ernährungssicherheit zufolge waren Im Jahr 2022 schätzungsweise 11,3 Prozent der Weltbevölkerung (900 Millionen Menschen) von schwerer Ernährungsunsicherheit und 18,3 Prozent der Weltbevölkerung (etwas mehr als 1,4 Milliarden Menschen) von moderater Ernährungsunsicherheit betroffen. Am stärksten betroffen ist Afrika, dort litten im Jahr 2022 60,9 Prozent der Bevölkerung unter moderater oder schwerer Ernährungsunsicherheit. In Lateinamerika und der Karibik betraf es 37,5 Prozent, in Asien 24,2 Prozent, in Ozeanien 13 Prozent und in Europa und Nordamerika 8 Prozent der Bevölkerung.
Weltweit sind Frauen mehr von Ernährungsunsicherheit betroffen als Männer, bei den Frauen sind es 28,6 Prozent, bei den Männern 24,8 Prozent.
Laut den jüngsten Prognosen der Vereinten Nationen ist ein Anstieg der Weltbevölkerung auf etwa 8,5 Milliarden im Jahr 2030 und 9,7 Milliarden im Jahr 2050 zu erwarten. Eine Vielzahl von Studien hat versucht, die zukünftige Entwicklung der globale Ernährungssicherheit unter verschiedenen sozioökonomischen und klimatischen Szenarien (SSPs) zu prognostizieren. Laut einer 2021 erschienenen Meta-Analyse werden für den Anteil von Hunger bedrohten Bevölkerung in der Welt von 2010 bis 2050 eine Ab- bzw. Zunahme zwischen minus 91 Prozent und plus 8 Prozent ohne Berücksichtigung des Klimawandels und zwischen minus 91 Prozent und plus 30 Prozent bei Berücksichtigung des Klimawandels prognostiziert, wobei jedoch keine statistisch signifikanten Unterschiede festgestellt werden konnten.

## Ursachen
Einig ist man sich darüber, dass Hunger verschiedene Ursachen hat. Welchen davon jedoch wie viel Bedeutung beizumessen ist, ist je nach politischem Standpunkt und Interessenzugehörigkeit umstritten. Für die kommenden Jahrzehnte wird der globalen Erwärmung eine zunehmende Bedeutung beigemessen.

### Politische, soziale und ökonomische Faktoren

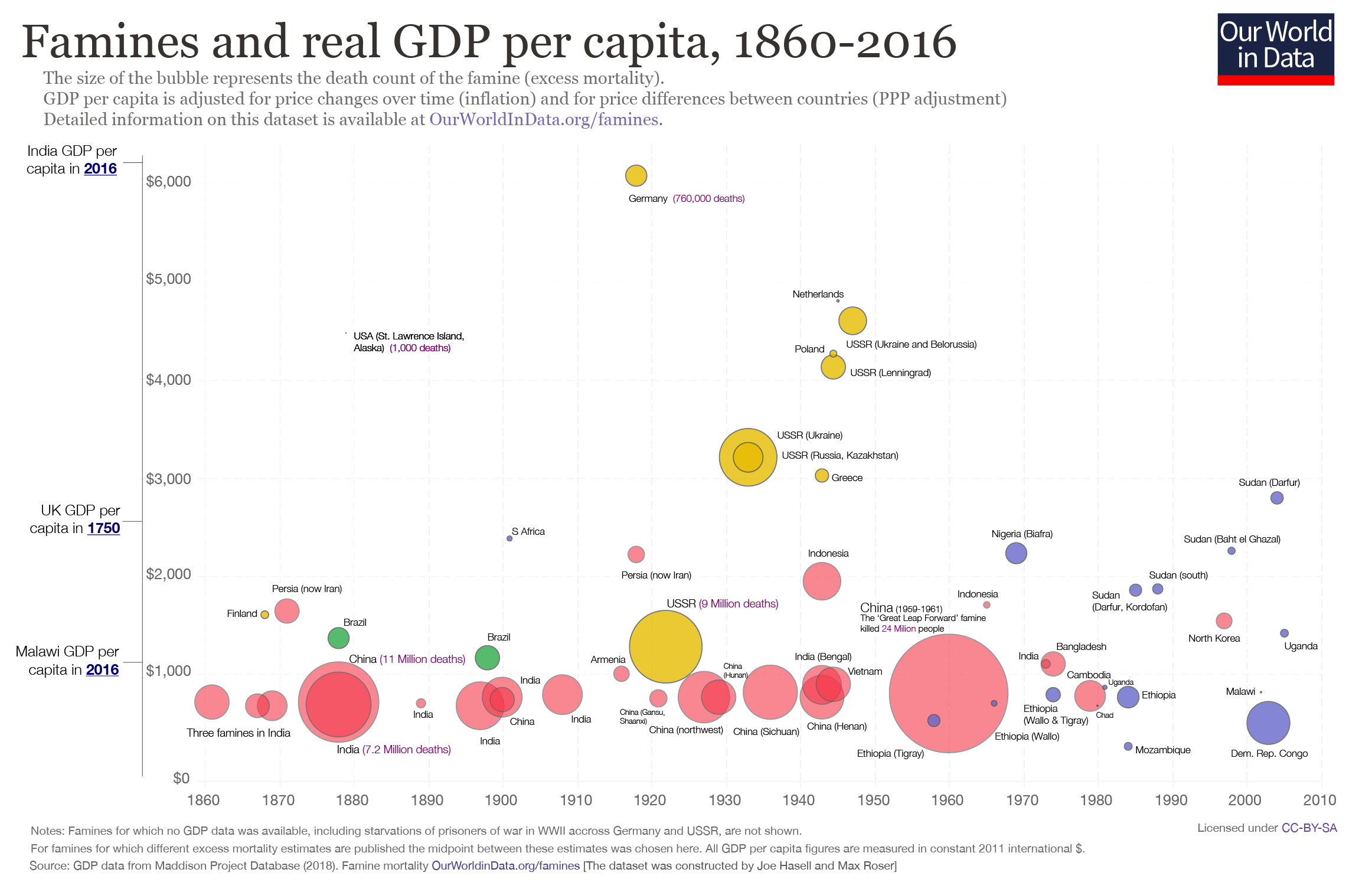
Hungersnöte und BIP pro Kopf

Hunger entsteht heute selten dadurch, dass es rein mengenmäßig zu wenig Nahrung gibt. Verschiedene soziale, politische und ökonomische Faktoren sind dafür verantwortlich, dass die Nahrung nicht zu denjenigen gelangt, die sie brauchen.
50 % der Hungernden sind Kleinbauern, die hauptsächlich Selbstversorger sind. Da sie arm sind, können sie bei Bedarf keine ausreichenden Nahrungsmittel hinzukaufen und sind von Hunger bedroht, wenn ihre Ernte schlecht ausfällt oder – wenn sie Produkte zum Verkauf anbauen, um vom Erlös Nahrungsmittel zu kaufen – sie keine existenzsichernden Preise für ihre Waren erzielen können. 20 % der Hungernden sind Landarbeiter ohne eigenes Land, weitere 20 % leben in städtischen Elendsvierteln, die restlichen 10 % sind Fischer und Viehzüchter. Auch sie sind aufgrund ihrer Armut für Hunger anfällig. In vielen Ländern wird die Situation durch Naturkatastrophen (Klimaschwankungen, Dürre, Überschwemmungen etc.), durch bewaffnete Konflikte, Korruption und schlechte Regierungsführung verschärft.
Eine Studie der UNCTAD (United Nations Conference on Trade and Developement) zeigt, dass eine Ursache für Hungerkrisen darin liegt, dass die Märkte nicht gemäß der Markteffizienzhypothese funktionieren, d. h., dass sie durch Anlegerverhalten verzerrte Preissignale senden, die nicht die Knappheit eines Nahrungsmittels wiedergeben.
In Entwicklungsländern tragen Nahrungsmittelspekulationen oft zu schwankenden und teuren Preisen bei. Familien in Entwicklungsländern müssen oft bis zu 70 % ihres Einkommens für Nahrungsmittel ausgeben. Wenn die Nahrungsmittelpreise steigen und sie mehr Geld für Essen ausgeben, haben sie weniger Mittel für Bildung, Gesundheit, Kleidung und Wohnkosten zur Verfügung.
Nach Ansicht verschiedener Beobachter ist der Welthunger nicht von mangelnder Produktion verursacht, sondern von ungerechter Verteilung. Laut UN werden jedes Jahr 1,3 Milliarden Tonnen Lebensmittel in den Müll geworfen, was rechnerisch etwa viermal so viel ist, wie nötig wäre, um das Hungerproblem in der Welt zu lösen. Allein die in den Industrienationen weggeworfene Menge von 300 Millionen Tonnen jährlich würde reichen, um alle hungernden Menschen zu ernähren.
In den Industrieländern wird Hunger als gesellschaftliches Problem diskutiert. Es ist allerdings insgesamt weniger gravierend als in den Entwicklungsländern. Die Ursachen sind indes ähnlich: zunehmend ungleiche Einkommensentwicklung sowie in einigen Industrieländern eine relativ hohe Arbeitslosigkeit.
In den USA hungerten im Jahr 2005 10,8 Millionen US-Bürger. Insgesamt waren es gar 35 Millionen, also jeder achte US-Amerikaner, die „Schwierigkeiten hatten, sich zu ernähren“. Offiziell gibt es jedoch keine „Hungernden“, da die US-Regierung seit dem November 2006 stattdessen von Menschen mit „sehr geringer Nahrungssicherheit“ spricht. Die Hilfsorganisation New York Food Bank gab im Juni 2008 bekannt, dass drei Millionen New Yorker, also mehr als jeder dritte, nicht genug Geld für Lebensmittel haben. 2007 nahmen 1,3 Millionen New Yorker die Hilfe von Suppenküchen in Anspruch. In den USA haben nach Schätzungen des CDC 30 % der Einwohner einen BMI von über 30 kg/m² und gelten damit als fettleibig. Sozial Schwächere (Ungebildetere, Ärmere) sowie benachteiligte Minderheiten (Indianer, Schwarze) sind sehr viel stärker von Übergewicht betroffen.
Im Januar 2010 hat Feeding America (FA), früher America’s Second Harvest genannt, ihren Bericht „Hunger in America 2010.“ publiziert. Die in Chicago beheimatete Organisation betreut jährlich 37 Millionen Personen. Nach ihren Umfrageergebnissen bekommen 37 Millionen Menschen in den USA, davon 14 Millionen Kinder und 3 Millionen Senioren, nicht genug zu essen.
Stand 2023 liegen die Inflationsraten für Grundnahrungsmittel in mehr als 66 Ländern bei über 15 %.

### Bevölkerungswachstum

Verlauf der Welt-Getreideproduktion pro Kopf und Jahr

Die Weltbevölkerung hat sich im letzten Jahrhundert nahezu vervierfacht; sie ist von 1900 bis 2003 von 1,6 auf 6,3 Milliarden gestiegen. Im Januar 2006 umfasste die Weltbevölkerung 6,519 Milliarden Menschen und beim Jahreswechsel 2014/15 rund 7,28 Milliarden Menschen. Besonders in den Entwicklungsländern wächst die Bevölkerung. Hohes Bevölkerungswachstum muss nicht zwangsläufig zu Hunger führen, in vielen Entwicklungsländern halten jedoch die natürlichen Ressourcen und das Angebot an Arbeitsplätzen nicht damit Schritt, so dass Bevölkerungswachstum („Überbevölkerung“) zu einem Hungerrisiko wird. Siehe auch: Bevölkerungsentwicklung.
Insgesamt schrumpft durch das Weltbevölkerungswachstum die verfügbare landwirtschaftlich nutzbare Fläche pro Kopf.
Trotzdem nahm im Weltdurchschnitt die Getreideproduktion pro Kopf und Jahr durch Verbesserung der Anbaumethoden bisher stetig zu. Heute stehen im Mittel pro Mensch und Tag ein Kilogramm Getreide zur Verfügung. Die Kalorienproduktion allein durch Getreide ist also ca. 3000 kcal pro Kopf und Tag.

### Welthandelsstrukturen
Die Strukturen des Welthandels sind eine weitere Ursache für den Hunger in den Entwicklungsländern. Der Welthandel wird durch die Industrieländer dominiert. Der Anteil von Westeuropa am weltweiten Export betrug 2000 39,5 %, der Anteil von Nordamerika 17,1 %. Der Anteil Afrikas dagegen lag 2000 bei 2,3 %.
Die Industrieländer propagieren einen freien Welthandel und drängen daher die Entwicklungsländer dazu, Importbeschränkungen aufzugeben und ihre einheimische Landwirtschaft nicht mit Subventionen zu unterstützen. Die Industrieländer selbst subventionieren ihre Landwirtschaft jedoch massiv und fördern mit Exportsubventionen den Export von Produktionsüberschüssen in Entwicklungsländer („Agrardumping“). Diese Überschüsse werden dort zu somit künstlich verbilligten Preisen angeboten und konkurrieren mit der Landwirtschaft der Entwicklungsländer. Einheimische Bauern verlieren als Folge ihre lokalen Absatzmärkte, müssen ihre Produktion auf den eigenen Bedarf beschränken oder ganz einstellen. Dadurch können ganze Länder von Importen abhängig werden. So war Mexiko einst ein führender Produzent von Mais in Lateinamerika, muss jedoch heute fast die Hälfte seines Maisbedarfs aus den USA importieren.
Daneben beschränken die Industrieländer mit Handelsbarrieren den Import landwirtschaftlicher Produkte aus Entwicklungsländern.
Die Industrie ist in den meisten Entwicklungsländern schwach entwickelt. Viele Entwicklungsländer sind vom Export eines einzigen Rohstoffes abhängig. Diese wirtschaftlichen Strukturen stammen aus der Kolonialzeit, in der die Industrieländer ihre Kolonien zum Export von Rohstoffen und gleichzeitig zur Abnahme ihrer Industriegüter gezwungen hatten. 2001 waren 95 % aller Exporte von Guinea-Bissau Cashewnüsse. 76 % des Exports von Burundi war 2001 Kaffee. 72 % aller jamaikanischen Exporte war Aluminium. Entsprechend schwer werden diese Länder von Preisschwankungen dieser Produkte getroffen, wie der Verfall des Kaffeepreises und die Folgen für Kaffeebauern auf der ganzen Welt („Kaffeekrise“) deutlich machten.
Die Staatsverschuldung der Entwicklungsländer führt dazu, dass die betreffenden Länder einen großen Teil ihrer Wirtschaftsleistung für Zinszahlungen an das Ausland aufbringen müssen. Dadurch stehen ihnen weniger Mittel für Entwicklung und Armutsbekämpfung zur Verfügung.

### Konkurrenz um landwirtschaftliche Nutzflächen und Klimawandel

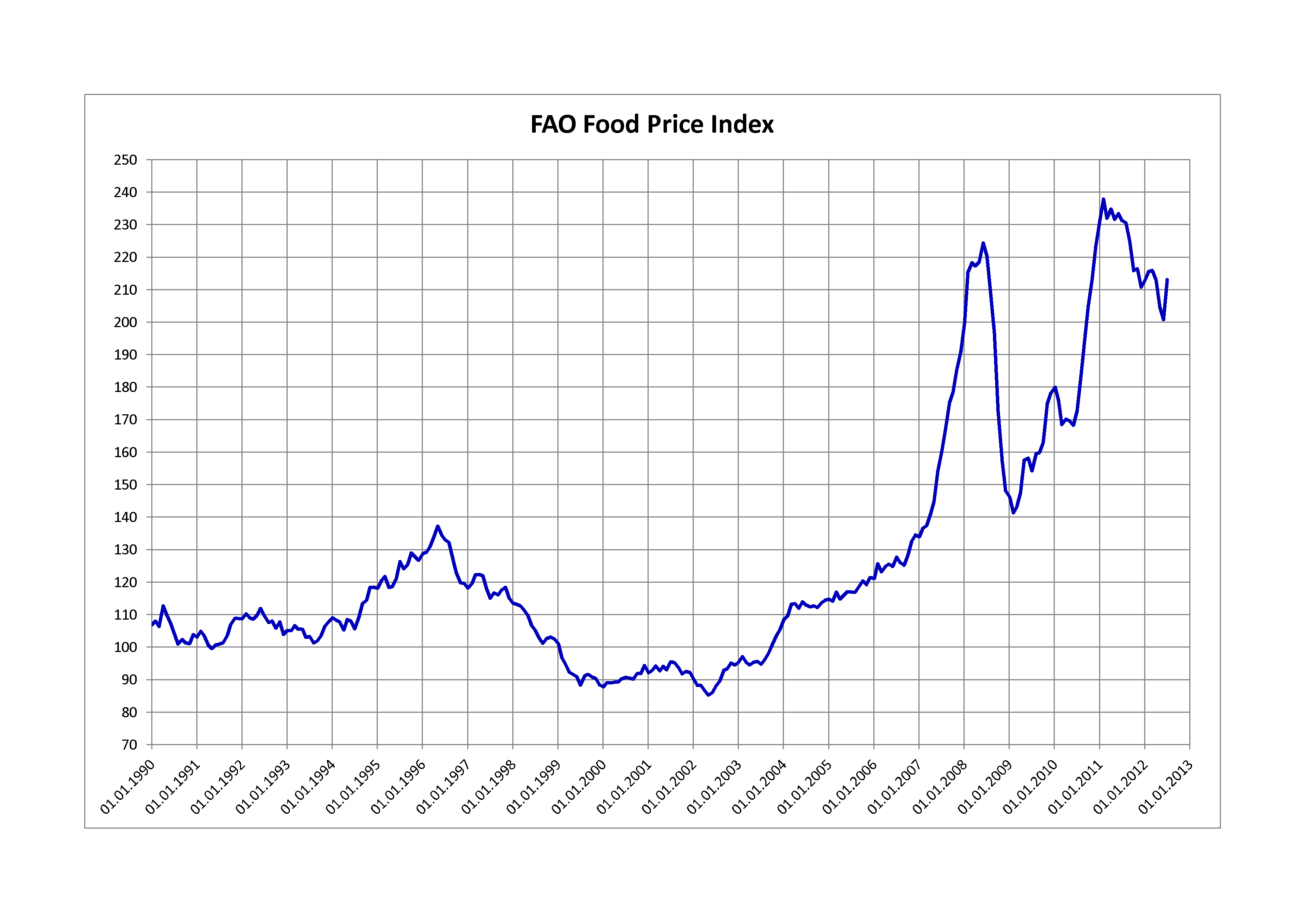
FAO Food Price Index 1990–2012

Seit dem Zweiten Weltkrieg zeichnet sich eine Veränderung der Ernährungsgewohnheiten auf der Welt ab. Der Fleischkonsum ist stark gestiegen, besonders in den Industrieländern, seit einiger Zeit auch in Schwellenländern.
Heute werden viele der Tiere, die zur Fleischproduktion gemästet werden, mit Getreide gefüttert. Etwa ein Drittel der weltweiten Getreideernte wird für die Fütterung von Nutztieren verbraucht. Nur etwa 10 % des verfütterten Getreides wird dabei in Fleischmasse umgewandelt, die restlichen 90 % sind für die menschliche Ernährung verloren. In Brasilien dient bereits ein Fünftel der landwirtschaftlichen Nutzflächen zur Futtermittelproduktion für die Viehmast, und es wird weiterhin Regenwald abgeholzt, um weitere Anbauflächen dafür zu schaffen. Durch eine Senkung des Fleischkonsums könnten große Anbauflächen und Getreidemengen zugunsten der menschlichen Ernährung genutzt werden statt für die Viehmast.
Eine vergleichbare Problematik sehen Umweltschutzorganisationen und Wissenschaftler in der zunehmenden Verwendung von landwirtschaftlichen Flächen für die Produktion von Biokraftstoffen. Anfang 2007 stiegen in Mexiko die Preise für Tortillas – ein dort sehr verbreitetes Grundnahrungsmittel – weil in den USA immer mehr Mais zu Bioethanol verarbeitet statt wie bisher in Schwellenländer wie Mexiko exportiert wird. Anfang 2008 warnte das Welternährungsprogramm der UN, dass die Biotreibstoffproduktion, die steigende Nachfrage nach Futtermitteln für die Fleischproduktion und Ernteausfälle infolge des Klimawandels zu steigenden Nahrungsmittelpreisen und mehr Hunger führten (siehe FAO Food Price Index). Über die Ursachen der Nahrungsmittelpreiskrise 2007–2008 gibt es kontroverse Forschung. → siehe Hauptartikel: Bewertung von Biokraftstoffen
Andererseits mildern Biokraftstoffe auch den Druck auf Regenwälder und Anbauflächen. So fallen beim Anbau von Bioenergie aus Raps, Getreide und Zuckerrüben in Deutschland neben dem Kraftstoff selbst auch sog. Koppelprodukte an, die als eiweißreiche Futtermittel verwendet werden (Rapsschrot/-kuchen, Getreidetrockenschlempe, Rübenschnitzel/-melasse). So wurden 2010 in Deutschland ca. 2,3 Mio. t Futtermittel hergestellt, was den Import von Sojaschrot aus Übersee stark reduzierte.
Die Preise für Reis und andere Grundnahrungsmittel sind in den Jahren 2007 und 2008 weltweit stark angestiegen, was in vielen Ländern, wie beispielsweise den Philippinen, die Versorgung gering verdienender Bevölkerungsschichten bedroht. Dies wird einerseits mit zunehmendem Wohlstand in asiatischen Ländern erklärt, der zu erhöhter Nachfrage führe. Andererseits wird diskutiert, ob eine mögliche Verknappung der globalen Erdölproduktion als Folge eines globalen Ölfördermaximums bereits durch steigende Preise für Treibstoffe zu einer Verteuerung von Lebensmitteln führt.
Für die kommenden Jahrzehnte wird der globalen Erwärmung eine zunehmende Bedeutung beigemessen. Laut 2012 veröffentlichten Simulationsstudien von Forschern des Institute of Development Studies (IDS) der University of Sussex sind die Folgen des Klimawandels für die weltweite Nahrungsmittelproduktion zunächst massiv unterschätzt worden. Vorangegangene Studien hätten die Folgen von schleichenden Veränderungen von Temperaturen und Niederschlagsmustern untersucht. Extremwetterlagen und Unwetterkatastrophen seien darin aber noch nicht berücksichtigt worden und würden zu drastischen Steigerungen der Getreidepreise führen.

### AIDS-Epidemie
Hauptartikel: HIV/AIDS in Afrika
Insbesondere in den afrikanischen Ländern südlich der Sahara verschärft die AIDS-Epidemie die Nahrungsmittelknappheit. Zum einen vermindert die Krankheit die Arbeitskraft, zum anderen steigert sie den Nahrungs- und Energiebedarf der Betroffenen. AIDS betrifft vor allem die mittlere Generation. Zurück bleiben Kinder und alte Menschen. Dadurch fehlen Arbeitskräfte. Wertvolle Kenntnisse in Handwerk und Landwirtschaft können nicht mehr an die nächste Generation weitergegeben werden. Dies führt zu einer Zunahme von Hunger und Unterernährung.

### COVID-19-Pandemie und Russisch-Ukrainischer Krieg
Aus der COVID-19-Pandemie und dem russischen Überfall auf die Ukraine hat sich im Jahr 2022 eine Preis- und Verteilungskrise für Nahrungsmittel ergeben, insbesondere für Getreide. Die Preise stiegen nach dem Überfall in Vorwegnahme einer Knappheit. Aufgrund blockierter Lieferungen und Exportstopps sank das Angebot von Weizen, ebenso wie von Öl und Energie.

## Lösungsansätze

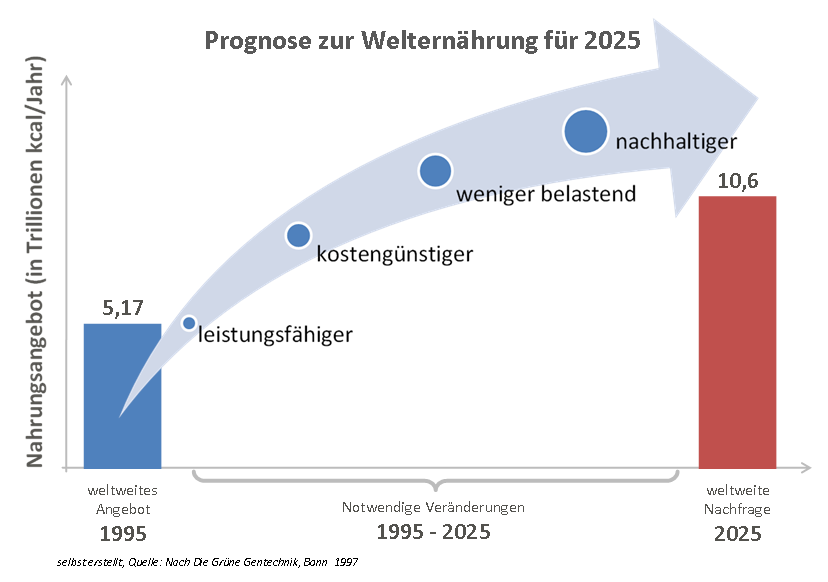
Prognose zur Welternährung und notwendige Veränderungen 1995 bis 2025 (Stand 1997)

Das Problem Welthunger und dessen Lösungsansätze sind komplex. Ein Patentrezept gibt es nicht. Je nach Region müssen die dortigen sozialen, politischen, wirtschaftlichen, ökologischen und geographischen Bedingungen berücksichtigt werden.
Die Ernährungs- und Landwirtschaftsorganisation der Vereinten Nationen (FAO) geht davon aus, dass genug Nahrungsmittel produziert werden können, um den Welthunger zu reduzieren. Es sei möglich, sowohl die Ursachen als auch die Auswirkungen wirksam zu bekämpfen. Einerseits müssen Nahrungsversorgung und Einkommen der Armen gesteigert werden, indem deren Produktivität erhöht wird. Andererseits sind Maßnahmen erforderlich, die diese Menschen kurzfristig versorgen. Außerdem müssen die Regierungsstrukturen in den betroffenen Ländern gestärkt werden, um eine nachhaltige und gleiche Grundversorgung zu gewährleisten.
Ein weiterer Lösungsansatz ist die Eindämmung des Bevölkerungswachstums, z. B. durch staatliche Maßnahmen und vermehrte sexuelle Aufklärung zur Empfängnisverhütung. Auch allgemeine Bildungsprogramme für Mädchen und Frauen können dazu beitragen, das Bevölkerungswachstum einzudämmen; laut Studien der Weltbank ist die Geburtenrate bei Frauen ohne Schulbildung dreimal höher als bei Schulabsolventinnen. Kontrovers beurteilt werden staatlich verordnete Maßnahmen wie die Ein-Kind-Politik Chinas; im dicht bevölkerten afrikanischen Ruanda, wo die Geburtenrate bei etwa sechs Kindern pro Paar liegt, bestehen Pläne für eine „Drei-Kinder-Politik“.
Ein weiterer Ansatzpunkt ist die Verbesserung der landwirtschaftlichen Produktionsmethoden, insbesondere die Förderung produktiverer und umweltschonender Anbautechniken und entsprechende Bildungsprogramme für Bauern. Die Bekämpfung der Desertifikation soll verhindern, dass landwirtschaftlich nutzbares Land verloren geht. Bei sogenannten innovativen Food-for-Work-Projekten vom UN-Welternährungsprogramm der Vereinten Nationen werden Projektteilnehmer von WFP für ihre geleistete Arbeit mit Nahrungsmitteln bezahlt, damit sie in Zukunft sich selbst, ihre Familien und Gemeinden selbst versorgen zu können. So können die Kleinbauern mehr Nahrungsmittel produzieren als ihre Familien benötigen, die daraus entstandenen Überschüsse verkaufen und mehr verdienen, wenn sie bessere Anbaumethoden lernen.
Eine 2023 erschienene Studie behauptet, dass eine mangelfreie Versorgung von 10 Milliarden Menschen auch angesichts absehbarer Klimafolgen möglich ist, sofern räumliche Neuordnungen und Abstimmungen von Klimazonen und angebauten Lebensmitteln erfolgten.
Undemokratische Strukturen und schlechte Regierungsführung stehen in vielen Entwicklungsländern der Bekämpfung des Hungers im Weg. Gezielte Förderungen für demokratische Reformen und Programme zur Bekämpfung von Korruption durch internationale Organisationen könnten in diesem Bereich eingesetzt werden. Das International Food Policy Research Institute vergleicht in seinem Welthunger-Index die Lage von 119 Entwicklungsländern und osteuropäischen Transformationsstaaten in den letzten 25 Jahren, um den politischen Willen gegen Hunger zu stärken. In zwei Dritteln der Länder hätten sich magere Erfolge gezeigt. Zehn afrikanische Staaten stehen am Schluss der Liste, Burundi zuallerletzt: Sie alle leiden (indirekt) an Krieg(sfolgen). Stabile Länder wie Ghana und Nachkriegsländer wie Mosambik, Äthiopien und Angola hätten in den letzten zehn Jahren „beeindruckende Fortschritte“ erzielt. Besonders in Asien zeigt sich, dass positive wirtschaftliche Entwicklung eine bessere Stellung im Welthungerindex bewirkt, wo in Landwirtschaft, Bildung und Gesundheitsvorsorge investiert wird. Indien sei Beispiel für schlechte Regierungsarbeit – mit vielen unterernährten Kindern trotz Wirtschaftsboom.
Viele internationale Hilfsorganisationen setzen immer mehr auf Schulspeisungsprogramme. Durch kostenlose Schulmahlzeiten steigt die Zahl der Kinder und vor allem der Mädchen, die zur Schule geschickt werden, deutlich an. Gleichzeitig können sich Kinder, denen der Magen nicht vor Hunger knurrt, besser auf den Unterricht konzentrieren. So haben sie die Chance, den Kreislauf aus Hunger und mangelnder Bildung zu durchbrechen. Das Welternährungsprogramm der Vereinten Nationen unterstützt jährlich über 20 Millionen Kinder in Entwicklungsländern mit Schulmahlzeiten.
Ein weiterer Schritt könnte eine Reform der Welthandelsstrukturen sein, etwa der Abbau der milliardenschweren Exportsubventionen, mit denen die Industrieländer ihre landwirtschaftlichen Überschüsse verbilligt in Entwicklungsländer exportieren und so in Konkurrenz zu der einheimischen Kleinlandwirtschaft treten. Weitere Maßnahmen könnten Schuldenerlasse, höhere und effizientere Entwicklungshilfen und die Sicherstellung gerechter Rohstoffpreise sein. Darüber hinaus wird oft ein verbesserter Zugang für landwirtschaftliche Produkte aus Entwicklungsländern zu den Märkten der Industrieländer gefordert. Ob höhere landwirtschaftliche Exporte den Hungernden helfen, ist jedoch fraglich. Meist kommen die Exporterlöse lediglich einer kleinen Schicht von Großgrundbesitzern zugute. In vielen Ländern ist der Landbesitz sehr ungleich verteilt, die Mehrheit der Hungernden sind landlose Landarbeiter und Kleinbauern. Landreformen wären vielerorts ein Ansatz, um die Ursachen von Hunger und Armut anzugehen.
Nicht unwichtig bei der Bekämpfung des Welthungers ist die Nahrungsmittelverschwendung in den Industrieländern. Von den 80 Kilogramm Lebensmitteln, die jeder Deutsche im Jahr wegwerfe, seien 50 Kilogramm vermeidbar.
Einzelne Forscher untersuchen auch Grundeinkommenskonzepte zur Bekämpfung des Hungers. Frankman und Busilacchi denken zur Finanzierung eines solchen transnationalen Grundeinkommens eine global erhobene Ökosteuer oder eine Börsentransaktionssteuer an. Eine Studie der NGO FIAN befindet, dass sich das Transfervolumen im Grundeinkommensfall eher noch verringern würde. Würde gemäß dieser Studie ein Land wie Deutschland weniger als den Betrag, den es sowieso schon an Entwicklungshilfe zahlen müsste, nämlich 0,24 % des Bruttoinlandsprodukts, in einen internationalen Grundeinkommensfonds für Ernährung einzahlen, könnte der Hunger mit einem Schlage ausradiert werden.
Im Rahmen einer Aktionswoche taten sich im September 2023 32 deutsche NGOs zusammen, um auf vergessene Krisen hinzuweisen. Dabei war das primäre Ziel der Kampagne, Kritik an politischer Inkonsequenz, dürftiger Berichterstattung zur Hungerkrise und der Verschärfung dieser durch den menschengemachten Klimawandel zu üben und mehr Aufmerksamkeit für von Hungersnot und Mangelernährung Betroffene zu schaffen.

## Filme
- 2009: Hunger, Dokumentarfilm von Karin Steinberger und Marcus Vetter – Video in der ARD Mediathek